# Зайд ібн Шакер
Зайд ібн Шакер (араб. زيد بن شاكر; 4 вересня 1934 — 30 серпня 2002) — член Хашимітської королівської родини, йорданський політик, тричі очолював уряд Йорданії.
Понад 12 років обіймав посаду головнокомандувача Збройних сил Йорданії, дослужившись до звання фельдмаршала. Командував військами своєї країни під час Шестиденної війни 1967 року.
У 1957-1958 роках був помічником військового аташе посольства Йорданії у Великій Британії. 4 лютого 1996 року отримав особистий титул принца (аміра).